# Don Barclay
Don Barclay (26. prosinca 1892. – 16. listopada 1975.) bio je američki glumac.
On je glumio lik Mr. Binnaclea u Disneyjevom filmu Mary Poppins.

## Izabrana biografija
- That Little Band of Gold (1915.)
- Honky Donkey (1934.)
- I Cover the War (1937.)
- Pepeljuga (1950.)
- Peter Pan (1953.)
- Alisa u zemlji čudesa (1951.)
- 101 dalmatinac (1961.)
- Mary Poppins (1964.)